# Barthélemy Namur

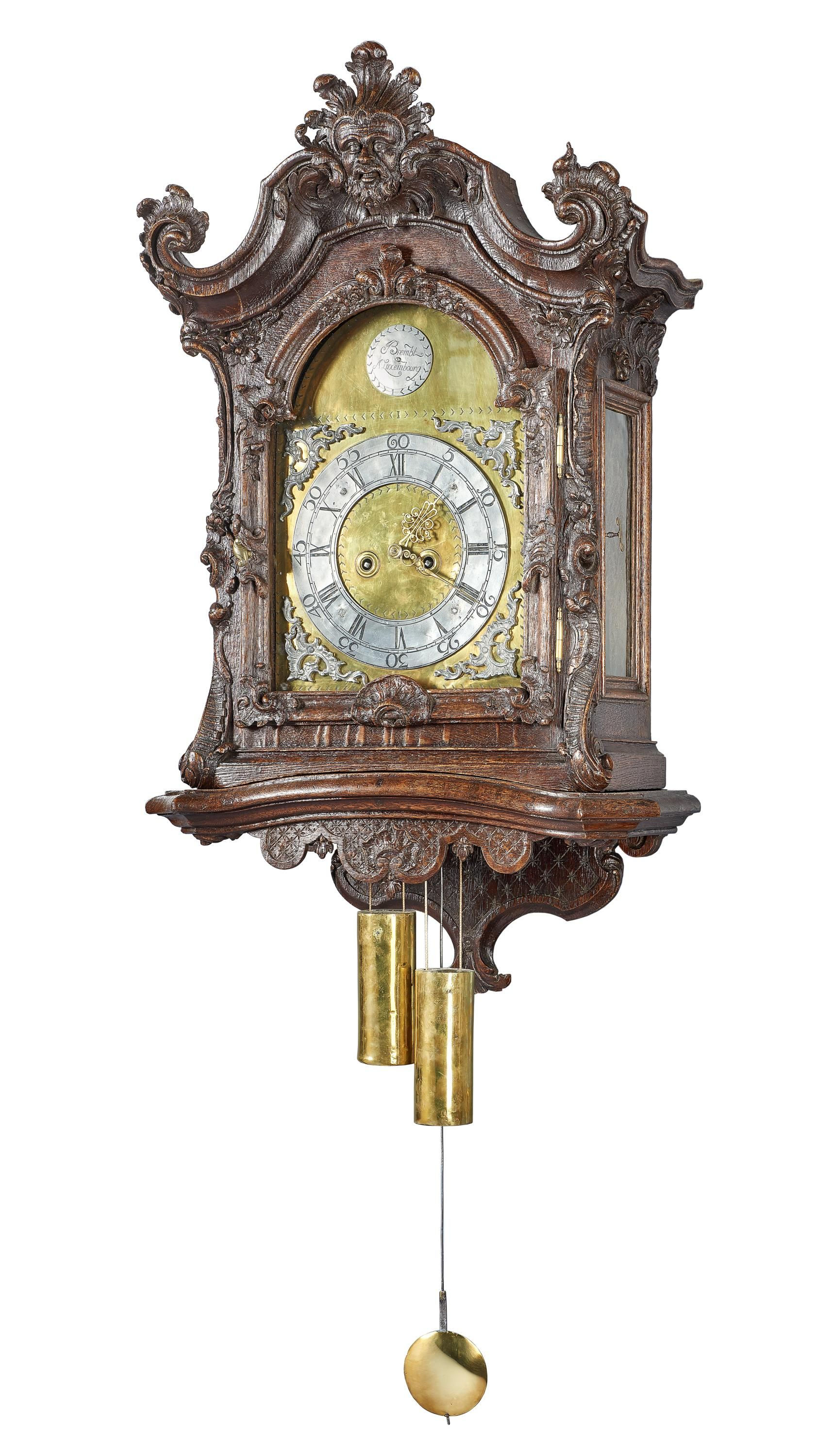
Klok in de Kappauer stijl, gemaakt door klokkenmaker Cornelius Brembt, met een kast van Barthélemy Namur. Collectie MNAHA.

Barthélemy Namur (Luxemburg-Stad, 14 september 1729 – aldaar, 26 januari 1779) was een beeldhouwer in het Hertogdom Luxemburg.

## Leven en werk
Barthélémy of Bartholomé Namur was een zoon van linnenwever Henri Namur en Catherine Krips. Hij was tussen zijn 12e en 19e in de leer bij de uit Longwy afkomstige beeldhouwer Martin Jacques, daarna werkte hij als drie decennia lang als zelfstandig beeldhouwer. Hoewel Namurs werk vooral in kerken is terug te vinden, maakte hij ook meubels voor particulieren. Dat werk is onder andere te zien in het Château d’Ansembourg en het kasteel van Ottange.
Barthélemy Namur overleed op 49-jarige leeftijd. De Luxemburge Post bracht in 1979 twee postzegels uit, met de twee cherubijnen (een met kelk, een met anker) op het hoogaltaar in de Sint-Michielskerk in Luxemburg-Stad.

## Enkele werken
- 1766: gepolychromeerd houten beeld van Donatus van Münstereifel voor de kerk van de Neimünster Abdij in Grund, collectie Lëtzebuerg City Museum.[7]
- 1770: hoogaltaar met cherubijnen en beelden van Augustinus en Petrus Fourier voor de Drievuldigheidskerk van de Kanunnikessen van Sint-Augustinus in Luxemburg-Stad.[8] Het geheel is herplaatst in de Sint-Michielskerk in Luxemburg-Stad.[9]
- 1771: beelden van Ignatius van Loyola en Franciscus Xaverius voor het koor van de Notre-Dame in Luxemburg-Stad. De beelden zijn herplaatst in de Drievuldigheidskerk van Walferdange.[9]
- communebank voor de Notre-Dame in Luxemburg-Stad.
- hoogaltaar in de kerk van Attert (Belgisch Luxemburg).
- hoogaltaar in de Sint-Hubertuskerk van Reckange.
- hout- en steenversieringen in het Refuge Saint-Maximin in Luxemburg-Stad.
- portaal van het Collège des Jésuites in Luxemburg-Stad.
- preekstoel in de Sint-Hubertuskerk van Itzig.
- werk aan het altaar in de Heilige Drievuldigheidskerk van Sandweiler.
- werk aan het altaar in de Petruskerk van Schuttrange.

## Afbeeldingen

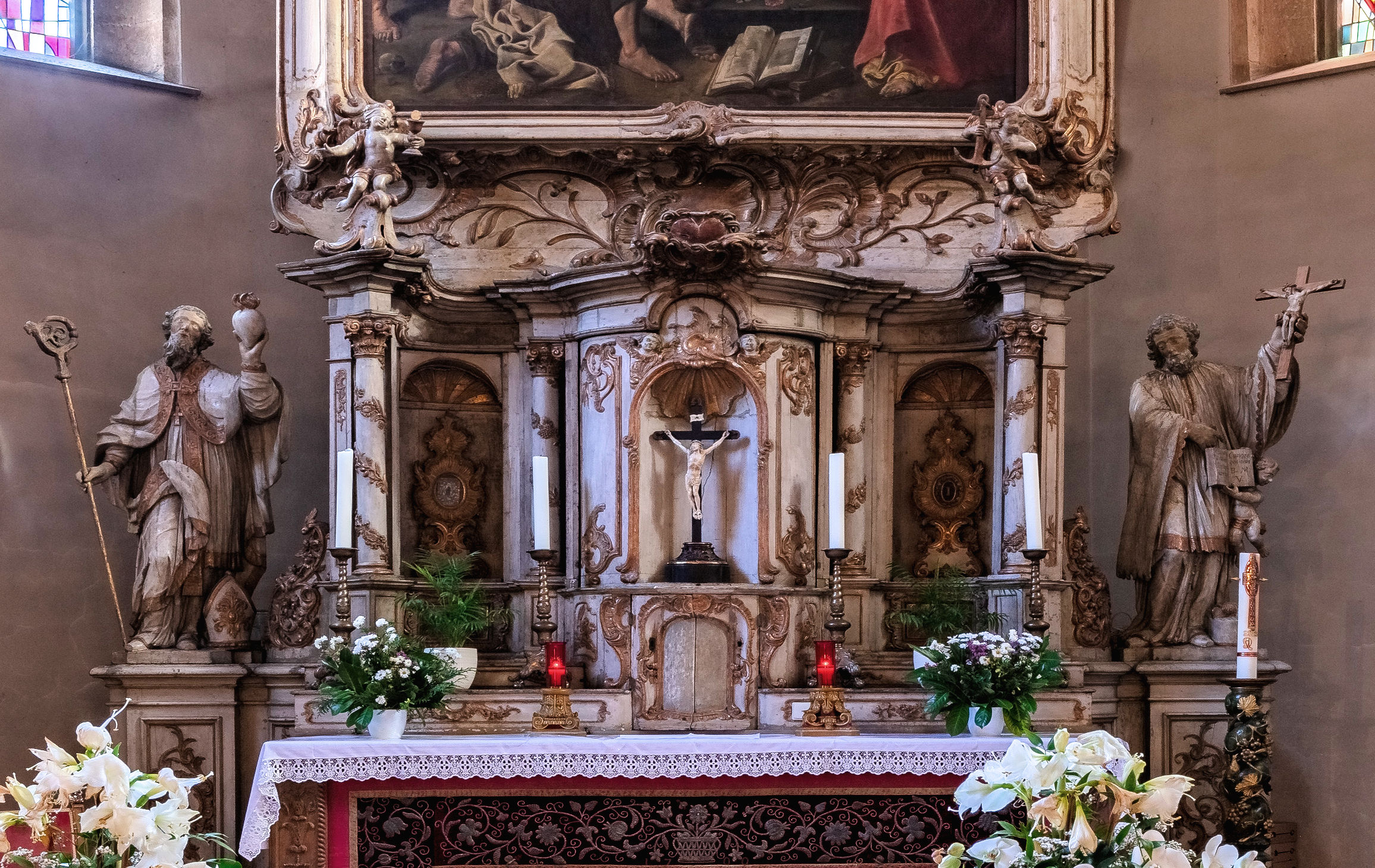
Detail van het hoogaltaar (1770) in de Sint-Michielskerk, Luxemburg-Stad
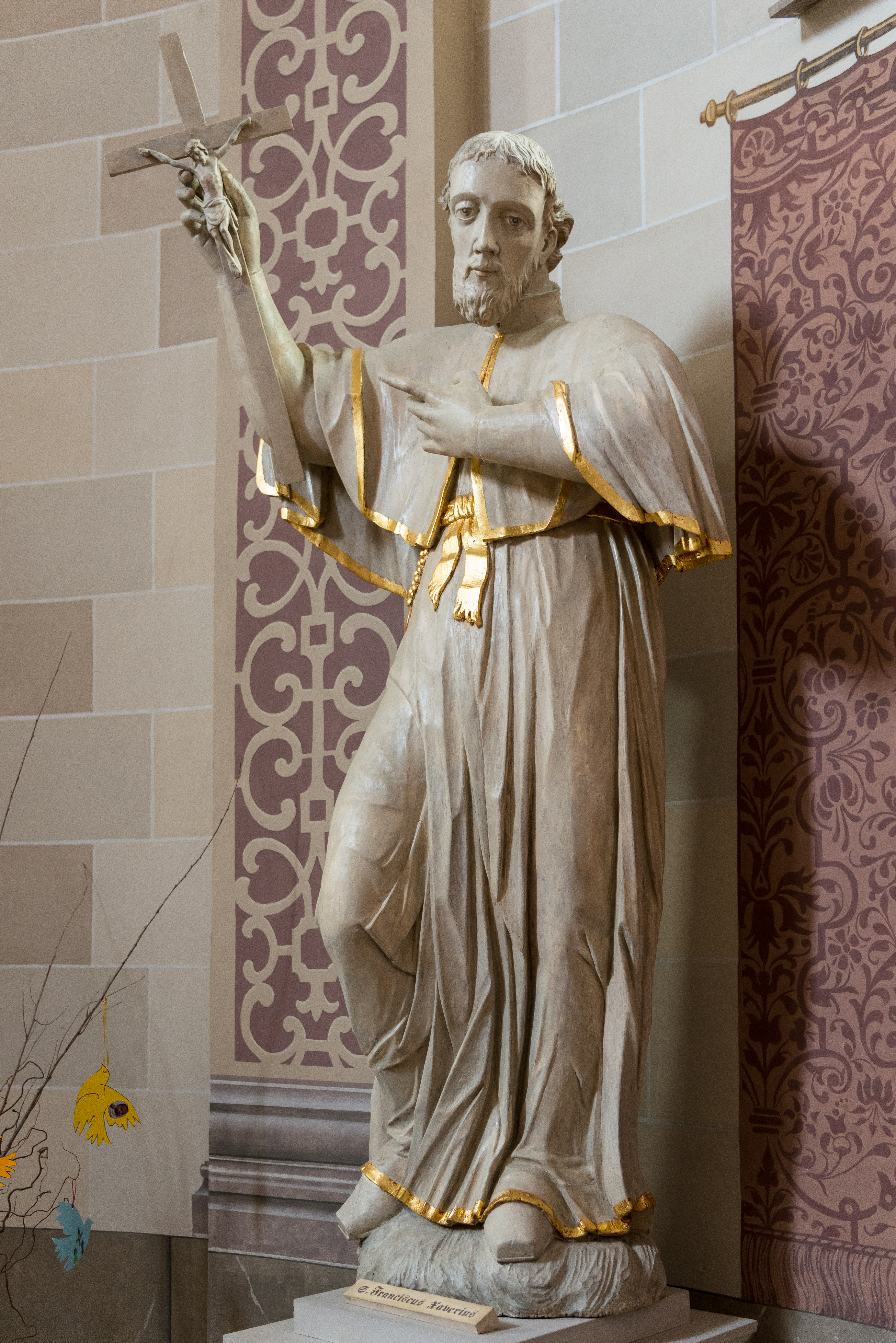
Franciscus Xaverius (1771), Walferdange
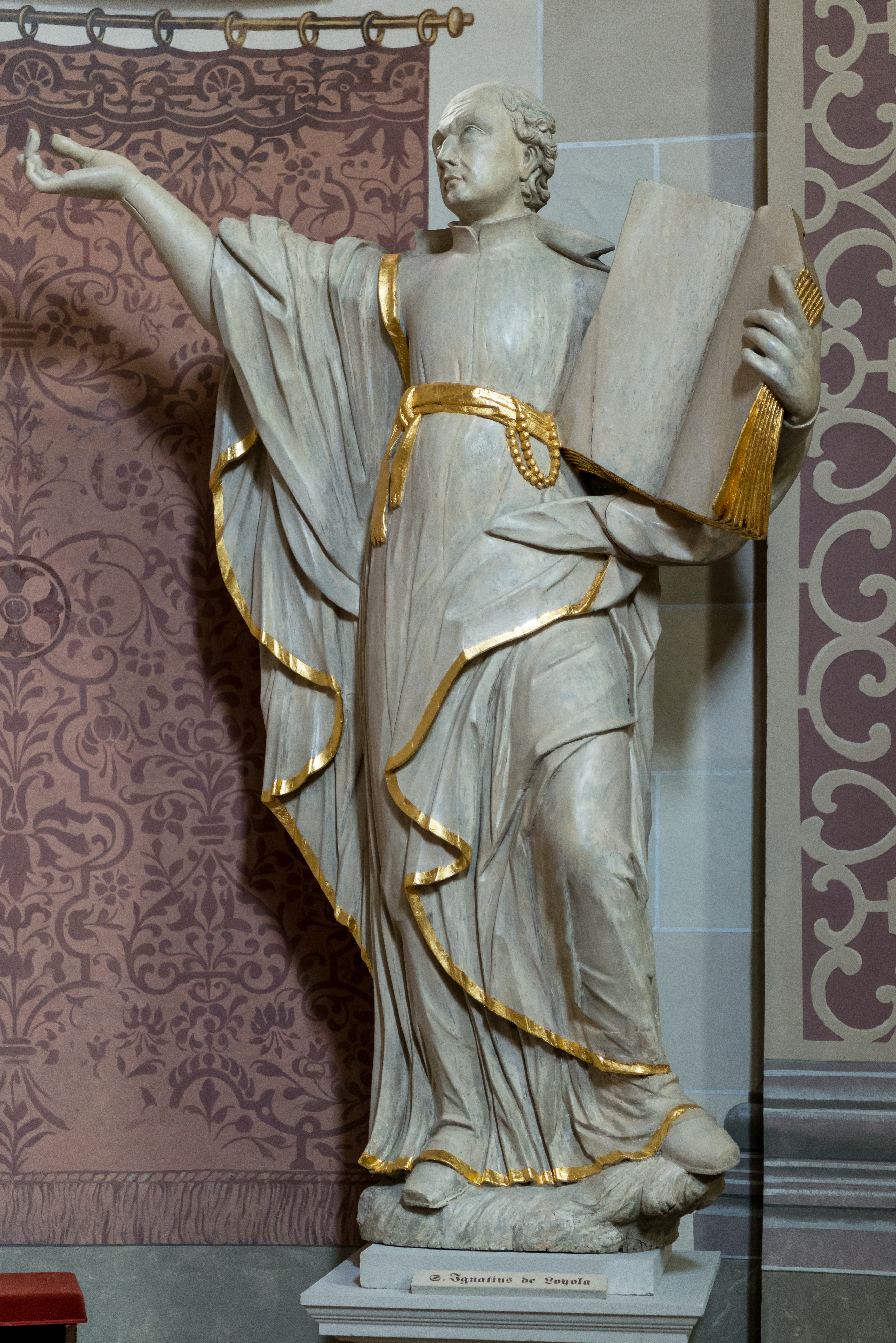
Ignatius van Loyola (1771), Walferdange

- Musée national d'archéologie, d'histoire et d'art: lkl013300